# Euchalcia mongolica
Euchalcia mongolica là một loài bướm đêm trong họ Noctuidae.